# Úhlava

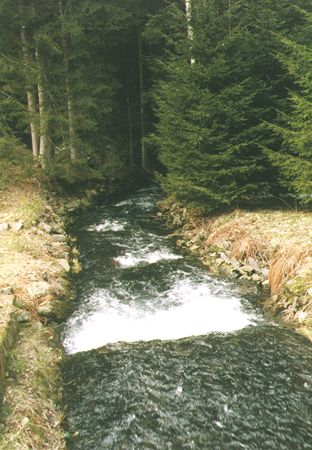
De Úhlava in Sumava

De Úhlava (Duits: Angel) is een 108 kilometer lange zijrivier van de Radbuza in Tsjechië.
De bron is gelegen in het Bohemer Woud op een hoogte van 1.110 meter, in het district Klatovy. In de stad Pilsen mondt de Úhlava uit in de Radbuza.
- Nationale Bibliotheek van Tsjechië: ge305397
- Virtual International Authority File: 305273537